# 南圻自治共和國
南圻自治共和國（越南语：／），简称南圻共和国（／）和南圻国（／），法語稱交趾支那自治共和國（République autonome de Cochinchine），是一個自1946年至1949年於越南南部地區存在的法屬傀儡政權和保護國。

## 歷史
由于越南南部涉及較多法國的利益，為了與爭取獨立和統一的越南民主共和國政權抗衡，法國推動了南圻自治運動，目的是使南圻在法屬印度支那聯邦框架下建立一個獨立於越南的自治共和國，而不是與越南合併。1946年3月26日，南圻自治共和國臨時政府成立，選舉阮文清為總理。6月1日，南圻自治共和國正式成立。
南圻自治共和國雖然表面上實行“自治”，實際上是法國高級專員操縱的傀儡政權。1947年10月8日，阮文春當選總理，成立越南南方臨時政府。
阮文春在任總理期間，為了對抗越盟領導的越南民主共和國政府，多次前往香港，與寓居香港的末代皇帝保大商討越南未來走向。
1948年5月27日，經保大帝同意，阮文春在河内組建越南臨時中央政府，與越南民主共和國政府爭奪越南代表權。南圻自治共和國政府成員全部加入新成立的臨時政府。阮文春自任臨時政府總理，同時辭去南圻政府總理一職。副總理陳文友作為保大帝的密友，同時兼任南圻政府總理。這時的南圻政府已經成為越南臨時中央政府領導的地方政府。
1949年3月8日，保大帝和法國總統樊尚·奥里奥尔簽署了同意在法屬印度支那聯邦框架下建立自治政府和實現越南國家統一的協定。4月23日，南圻國會48名越南議員和16名法國籍代表投票通過了南圻與越南合併的決議。5月22日，法國國民議會投票通過了南圻併入越南的提案。越南法理上實現了統一。

## 政府總理
- 阮文清（臨時政府總理，1946年3月26日－1946年5月31日）
- 阮文清（1946年6月1日－1946年11月10日）
- 黎文劃（1946年11月29日－1947年9月29日）
- 阮文春（越南南方臨時政府總理，1947年10月8日－1948年5月27日）
- 陳文友（1948年6月6日－1949年5月22日）

## 外部連結
- （日語）http://www.geocities.co.jp/SilkRoad-Lake/2917/syometsu/cochinchina.html（页面存档备份，存于）